# Perugramptella hirsuta
Perugramptella hirsuta är en insektsart som beskrevs av Dietrich och Rakitov 2002. Perugramptella hirsuta ingår i släktet Perugramptella och familjen dvärgstritar. Inga underarter finns listade i Catalogue of Life.